# Камехо, Хулио
Хулио Камехо (исп. Julio Antonio Sanchez Gonzalez, mas conocido como Julio Camejo) (29 октября 1977, Гавана, Куба) — мексиканский актёр театра и кино, певец и танцор кубинского происхождения. Рост — 180 сантиметров. Ученик Патрисии Рейес Спиндола.

## Биография
Родился 29 октября 1977 года в Гаване. В раннем детстве переехал в Мехико и посвятил этому городу дальнейшие годы своей жизни. После окончания средней школы поступил в Высшую и Национальную школу искусств. После окончания данных учебных заведений, стал танцевать классические и современные танцы. После знакомства с Талией, он стал её главным танцором. Вскоре его потянуло на кинематограф и он решил получить ещё одно образование в CEA при телекомпании Televisa и после его окончания стал активно сниматься в кино и телесериалах, к тому же он работал ещё в области театрального искусства и однажды получил Национальную премию искусств за спектакль Только и наг, который вышел далеко за пределы Латинской америки (первым его показали Мексика и Колумбия). В области кинематографа снялся в 25 работах в кино и телесериалах, в области театрального искусства сыграл роли в двух театральных постановках. Кроме актёрского и танцевального искусства, особое место занимает вокальная музыка, которая даётся ему с лёгкостью. В 2000 году попробовал себя в этом направлении и дал один сольный концерт, а в 2010 году спел заставку к телесериалу Девочка моего сердца.

## Фильмография

### Избранные телесериалы
- 1985-2007 — Женщина, случаи из реальной жизни
- 2001-02 — Страсти по Саломее
- 2003-04 — Полюбить снова — Матео Сантильян Видаль.
- 2005 — Наперекор судьбе — Сауль Трехо Венено.
- 2008 — Завтра — это навсегда — Эрминьо.
- 2010 — Девочка моего сердца — Хасон Браво.

## Театральные работы
- 2017 — Вне места.

## Телевидение

### Телепроекты
- 2004 — Большой брат — участник.
- 2006 — Танцы на свадьбе моей мечты — участник.

### Телепередачи
- 2004 — Скандал в полдень — телеведущий.